# Goggendorf
Goggendorf ist eine Ortschaft und eine Katastralgemeinde der Gemeinde Sitzendorf an der Schmida im Bezirk Hollabrunn in Niederösterreich. Die Ortschaft hat 216 Einwohner (Stand 1. Jänner 2024). Bis Ende 1970 war Goggendorf eine eigenständige Gemeinde.

## Geografie
Das nördlich von Sitzendorf liegende Dorf befindet sich beiderseits der Schmida. Außerhalb führt die Landesstraße L49 vorüber. Zur Ortschaft zählt auch die Lage Mühlhof im Norden des Ortes.

## Geschichte
Archäologische Funde belegen, dass Goggendorf schon sehr früh in besiedeltem Gebiet lag. So fand man in Sandgruben versteinertes Holz, Steinmesserklingen, durchbohrte und nicht durchbohrte Steinkeile, Pfeil- und Lanzenspitzen und nicht zuletzt Schwarzkeramik, welche sich jetzt im Krahuletz-Museum in Eggenburg befindet. In der Kammer eines Hauses in Goggendorf befindet sich der Einstieg zu einem Erdstall.
Laut Adressbuch von Österreich waren im Jahr 1938 in der Ortsgemeinde Goggendorf zwei Gastwirte, zwei Gemischtwarenhändler, eine Mühle, ein Schmied, zwei Schneiderinnen, drei Schuster, ein Tischler, eine Viktualienhändlerin, ein Wagner, zwei Weinhändler und einige Landwirte ansässig.
Mit 1. Jänner 1971 wurden im Zuge der Niederösterreichischen Kommunalstrukturverbesserung die bis dahin selbständigen Gemeinden Braunsdorf, Frauendorf an der Schmida, Goggendorf und Niederschleinz nach Sitzendorf an der Schmida eingemeindet.

## Persönlichkeiten
- Arnold Janssen (1837–1909), deutscher Missionar und der Gründer der Steyler Missionare, verfügte hier über das Heimatrecht